# جائزة الأوسكار الشرفية
جائزة الأكاديمية الفخرية - التي تأسست عام 1950 لحفل توزيع جوائز الأوسكار الثالث والعشرين (كانت تسمى سابقًا الجائزة الخاصة ، والّتي تمّ تقديمها لأوّل مرّة في حفل توزيع جوائز الأوسكار الأول عام 1929) - تُمنح سنويًا من قبل مجلس محافظي أكاديمية فنون وعلوم الصّور المتحركة. (أمبا). منذ عام 2009، تمّ تقديمه في حفل توزيع جوائز المحافظين السّنوي المنفصل بدلاً من حفل توزيع جوائز الأوسكار العادي. تحتفل الجائزة الفخريّة بإنجازات الأفلام السّينمائية الّتي لا تغطيها جوائز الأوسكار الحاليّة، على الرّغم من عدم استبعاد الفائزين السّابقين بجوائز الأوسكار التّنافسية من الحصول على الجائزة.
ما لم ينص على خلاف ذلك، يحصل الحاصلون على الجائزة الفخرية على نفس تماثيل الأوسكار الذّهبية الّتي حصل عليها الفائزون بجوائز الأوسكار التّنافسية. على عكس جائزة الإنجاز الخاص الّتي تمّ تأسيسها في عام 1972، فإنّ أولئك الّذين تمنحهم الأكاديميّة جائزتها الفخريّة لا يتعيّن عليهم استيفاء "متطلبات سنة الأهلية والموعد النّهائي للأكاديميّة".
مثل جائزة الإنجاز الخاص، تم استخدام الجائزة الخاصة والجائزة الفخرية لمكافأة الإنجازات المهمة لهذا العام والتي لم تتناسب مع الفئات الحاليّة، مما دفع الأكاديميّة لاحقًا إلى إنشاء عدّة فئات جديدة، وتكريم الإنجازات المهنيّة الاستثنائية والمساهمات في صناعة الصّور المتحرّكة وخدمة الأكاديمية.

## المستلمون
السّنوات الّتي حصل فيها الحاصلون على الجائزة الخاصة والجائزة الفخريّة على جوائزهم وحفلات توزيع جوائز الأوسكار السّنوية الّتي حصلوا عليها فيها والمقدّمة بين قوسين طوال الوقت (حسب الاقتضاء) تتّبع هذه المعلومات للمستلمين المدرجين في قاعدة بيانات جوائز الأكاديمية الرّسمية ونظام AMPAS الرّسمي على الويب وثائق.

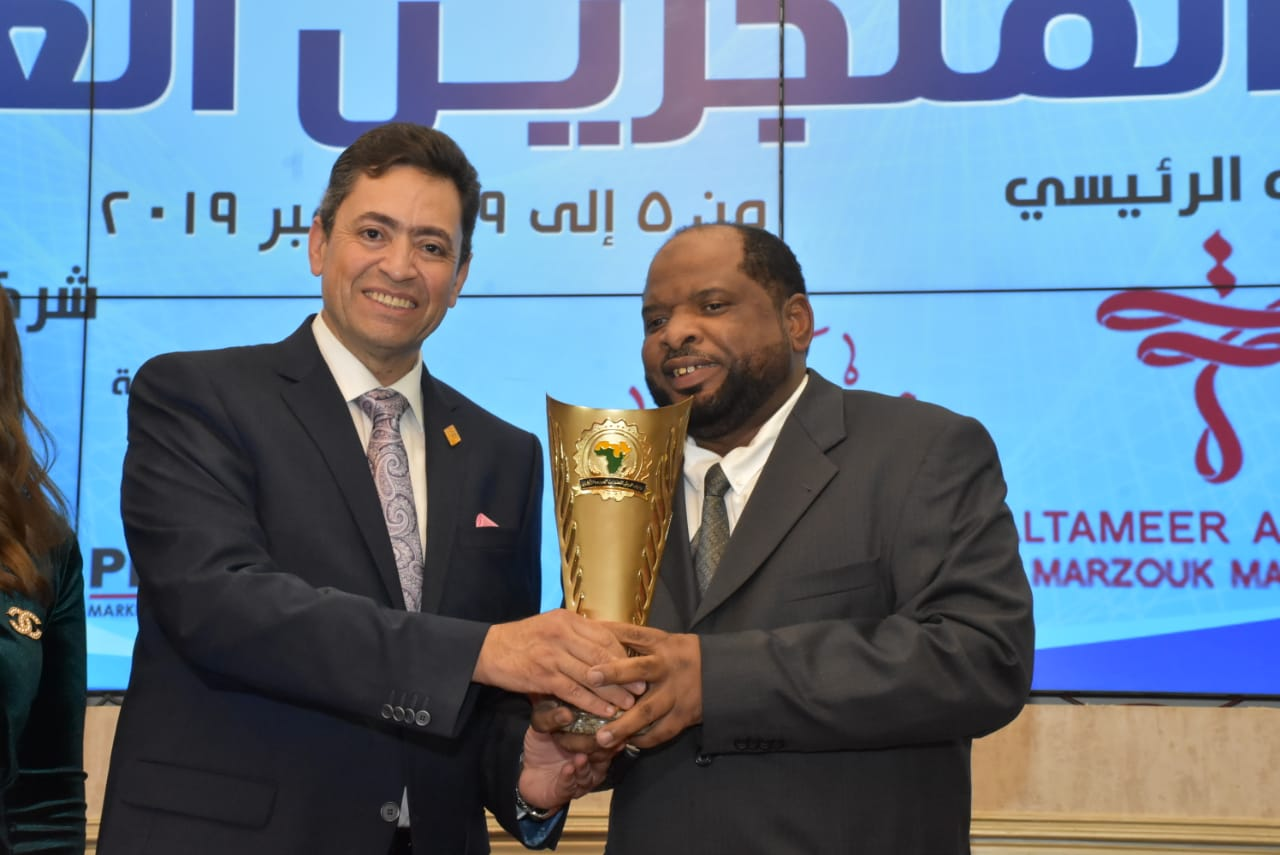
جائزة أوسكار

تمّ تكريم بوب هوب في أربع مناسبات منفصلة.

## أنظر أيضا
- جائزة الأكاديمية للأحداث
- جوائز المحافظين
- جائزة إيرفينغ جي ثالبرج التذكارية

## أنظر أيضًا
- "إحصائيات جائزة الأوسكار" . قاعدة بيانات جوائز الأوسكار الرسمية . تم الوصول إليه في 28 يوليو 2008.
- "الجائزة الفخرية" . أكاديمية فنون وعلوم الصور المتحركة ، oscars.org (الموقع الرسمي). تم الوصول إليه في 28 يوليو 2008. (صفحتان. )
- "الجوائز الفخرية: الجوائز الخاصة والجوائز الفخرية" . قاعدة بيانات الجوائز القابلة للبحث. قاعدة بيانات جوائز الأوسكار الرسمية . تم الوصول إليه في 28 يوليو 2008.

## روابط خارجية
- أكاديمية فنون وعلوم الصور المتحركة – الموقع الرسمي.
- قاعدة بيانات جوائز الأوسكار الرسمية .